# Lac Normandin (rivière Normandin)
Pour les articles homonymes, voir Normandin.
Le lac Normandin est un plan d'eau douce du territoire non organisé de Lac-Ashuapmushuan, dans la partie Ouest de la municipalité régionale de comté (MRC) Le Domaine-du-Roy, dans la région administrative du Saguenay-Lac-Saint-Jean, dans la province de Québec, au Canada.
Ce lac est entièrement situé dans le canton de Ventadour qui est à l’extrémité
Ouest de la MRC Le Domaine-du-Roy.
La foresterie constitue la principale activité économique du secteur. Les activités récréotouristiques arrivent en second.
La route forestière route 212 reliant Obedjiwan et La Tuque passe sur la rive Nord du réservoir Gouin, remonte la vallée du ruisseau Verreau et passe au Sud du lac Dubois (ruisseau Verreau) et du lac Normandin. D’autres routes forestières secondaires desservent les environs du lac.
La surface du lac Normandin est habituellement gelée du début novembre à la mi-mai, toutefois la circulation sécuritaire sur la glace se fait généralement de la mi-novembre à la mi-avril.

## Géographie
Ce lac comporte une longueur de 6,7 km, une largeur maximale de 0,9 km et une altitude de 403 m. Le lac Normandin comporte deux grandes parties séparées par un court détroit : celle du Sud mesurant 2,6 km et celle du Nord d’une longueur de 4,1 km.
L’embouchure du lac Normandin est localisé à :
- 5,9 km au Sud-Ouest de l’embouchure du Petit lac Buade ;
- 23,1 km au Sud de la confluence du lac Buade (rivière Normandin) ;
- 34,7 km au Sud de l’embouchure du lac Poutrincourt ;
- 49,6 km au Sud de l’embouchure du lac Nicabau ;
- 52,8 km au Sud-Ouest de l’embouchure de la rivière Normandin (confluence avec le lac Ashuapmushuan) ;
- 0,9 km à l’Est de la limite de Eeyou Istchee Baie-James (municipalité) ;
- 155,4 km au Sud-Ouest de l’embouchure de la rivière Ashuapmushuan (confluence avec le lac Saint-Jean)[1].

Les principaux bassins versants voisins du lac Normandin sont :
- côté Nord : lac Anctil, rivière Normandin, rivière Marquette, lac Poutrincourt, rivière Titipiti ;
- côté Est : rivière Normandin, lac Frontenac, lac Marquette, rivière du Milieu (rivière Normandin), rivière Marquette Ouest, rivière Marquette ;
- côté Sud : ruisseau Townsend, rivière Wapous, ruisseau Oskatcickic ;
- côté Ouest : lac Dubois, ruisseau à l'Eau Claire (réservoir Gouin), rivière Toussaint.

À partir de l’embouchure du lac Normandin, le courant coule sur33,4 km vers le Nord-Est jusqu’à l’embouchure du lac Buade (rivière Normandin), 26,3 km vers le Nord jusqu’à l’embouchure du lac Nicabau et 38,7 km vers le Sud-Est, jusqu’au lac Ashuapmushuan qui constitue le lac de tête de la rivière Ashuapmushuan. Cette dernière rivière se déverse sur la rive Ouest du lac Saint-Jean.

## Toponymie
En 1900, ce toponyme est signalé sur la Carte d'une route conduisant du Lac
Saint-Jean à la Baie James par les rivières Chamouchouan, Nottaway, Rupert
explorée en 1897-98-99 de Henry O'Sullivan, inspecteur des arpentages de la
province de Québec. Le nom du lac évoque l’œuvre de vie de l'arpenteur Joseph-Laurent Normandin. Ce dernier avait parcouru la région du Saguenay–Lac-Saint-Jean en 1732 afin de dresser une carte détaillée des lieux en y localisant les lacs, grands et petits, et de fixer avec précision les limites du Domaine du Roi.
Normandin rédigea en outre un journal intitulé Journal de voyage que Joseph-Laurent Normandin avait fait dans le domaine du Roi en Canada depuis le poste de Chicoutimi jusqu'aux limites de la hauteur des terres en 1732. Lors de son exploration en 1732, Joseph-Laurent Normandin avait désigné le lac Normandin sous le toponyme « Lac Patchitachekaosakajgane », signifiant lac de la hauteur des terres,.
Le toponyme « lac Normandin » a été officialisé le 5 décembre 1968 par la Commission de toponymie du Québec, soit à la création de cette commission.